# Flugmuseum Messerschmitt
Das Flugmuseum Messerschmitt ist ein 1998 anlässlich des 100. Geburtstages von Willy Messerschmitt eröffnetes Luftfahrzeugmuseum der Messerschmitt Stiftung in Manching in Oberbayern. Es beherbergt neben einer Dauerausstellung zum Wirken ihres Namensgebers zahlreiche, teilweise flugfähige, Flugzeuge aus verschiedenen Schaffensperioden Messerschmitts.

## Anfänge
Den Grundstein für das Flugmuseum legten Mitte der 1970er-Jahre Mitarbeiter der Flugzeug-Union-Süd, einer Tochter von Messerschmitt-Bölkow-Blohm (MBB). Auf Basis einer 1975 aus den USA erworbenen Hispano Aviación HA-1112 (einem spanischen Lizenzbau der Bf 109 mit Rolls-Royce-Triebwerk) wurde eine flugfähige Messerschmitt Bf 109 G-6 aufgebaut. Als „Traditionsflugzeug“ sollte die Maschine an die Leistungen Willy Messerschmitts auf dem Gebiet des Flugzeugbaus erinnern und auf Flugtagen vorgeführt werden. Im Jahr 1978 wurde schließlich ein originales Daimler-Benz-DB-605-Triebwerk aus Schweden erworben, welches in den folgenden Jahren restauriert und an die Zelle angepasst wurde.
Am 23. April 1982 erfolgte der Erstflug der Maschine mit der Registrierung D-FMBB. Knapp ein Jahr später kam es zu einem schweren Startunfall in Neuburg/Donau, bei dem das Flugzeug fast komplett zerstört wurde. Auf Basis einer ein Frankreich erworbenen Zelle einer weiteren HA-1112 wurde die D-FMBB durch Mitarbeiter von MBB und der Flugzeug-Union-Süd neu aufgebaut. Der erneute Erstflug fand am 23. Juni 1986 in Manching statt.
Als zweites Flugzeug wurde eine Messerschmitt Bf 108 Taifun aus privater Hand erworben, die nach einer Bauchlandung bei einem Überführungsflug mehrere Jahre eingelagert war. Die Maschine ging 1995 während einer Flugschau auf dem Flugplatz Berlin-Johannisthal verloren.

## Museum
Aufgrund des Erwerbs neuer Flugzeuge und akuten Platzmangels reifte 1995 seitens der DASA und der Messerschmitt-Stiftung der Plan, eine repräsentative und dauerhafte Heimat für die Traditionsflugzeuge in Form einer Museumshalle zu schaffen. Der Spatenstich erfolgte am 16. Juli 1997. Unter dem Namen „Willy-Messerschmitt-Halle“ wurde das Gebäude zum 100. Geburtstag ihres Namenspatens am 26. Juni 1998 eröffnet. Die Sammlung ist am westlichen Ende des Firmengeländes der Airbus Defense and Space untergebracht. In unmittelbarer Nähe befindet sich der Fliegerhorst Ingolstadt/Manching. In dem Museum sind insgesamt acht Maschinen von Messerschmitt im flugtüchtigen Zustand zu sehen. Teilweise handelt es sich um Nachbauten.

## Exponate
- HA 200 Saeta des Flugmuseums auf einer LuftfahrtschauM17 (flugfähiger Nachbau)
- Bf 108 B

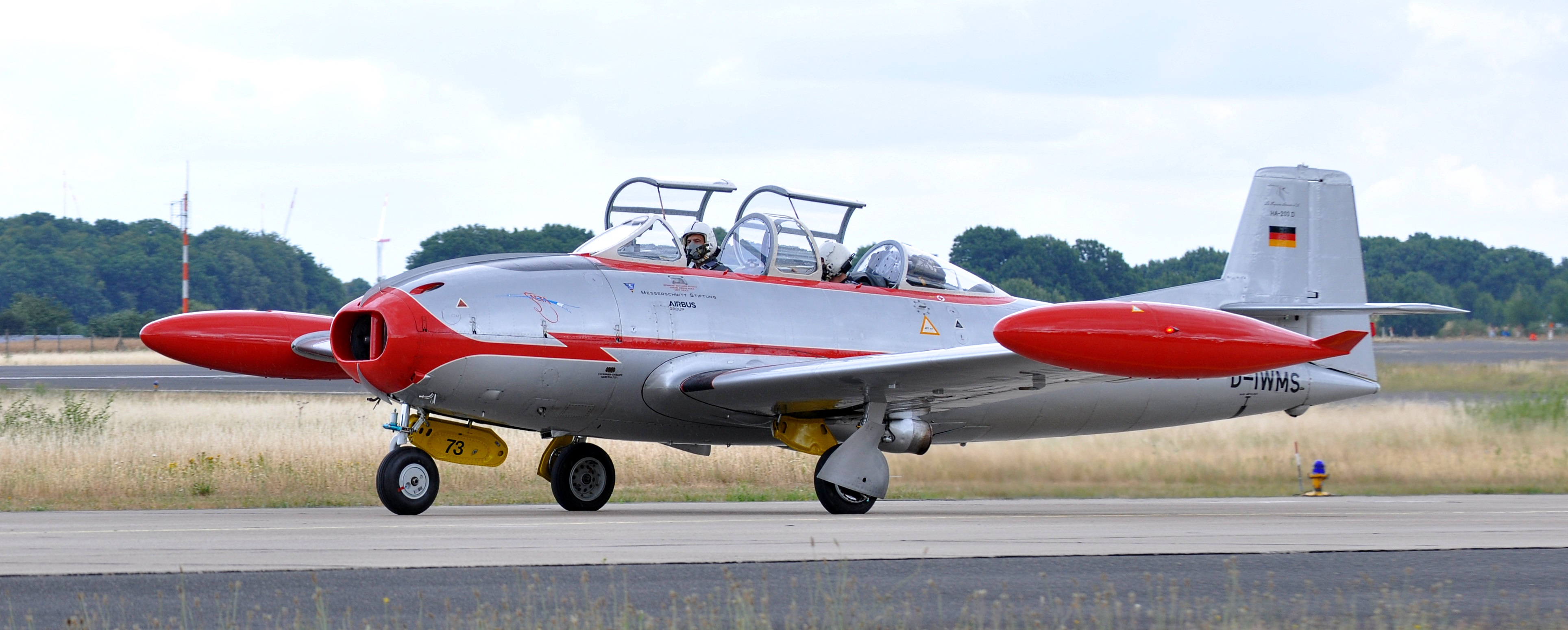
HA 200 Saeta des Flugmuseums auf einer Luftfahrtschau

- Bf 109 G-4 (Umbau mit Daimler-Benz Triebwerk aus Hispano Aviación HA-1112)
- Bf 109 G-10 (Umbau mit Daimler-Benz Triebwerk aus Hispano Aviación HA-1112)
- Bf 109 G-12 (doppelsitziger Umbau mit Rolls-Royce-Merlin-Triebwerk aus Hispano Aviación HA-1112; kann auf Daimler-Benz-Triebwerk umgerüstet werden; wird am Standort Heringsdorf durch das Museum Hangar 10 betrieben[2])

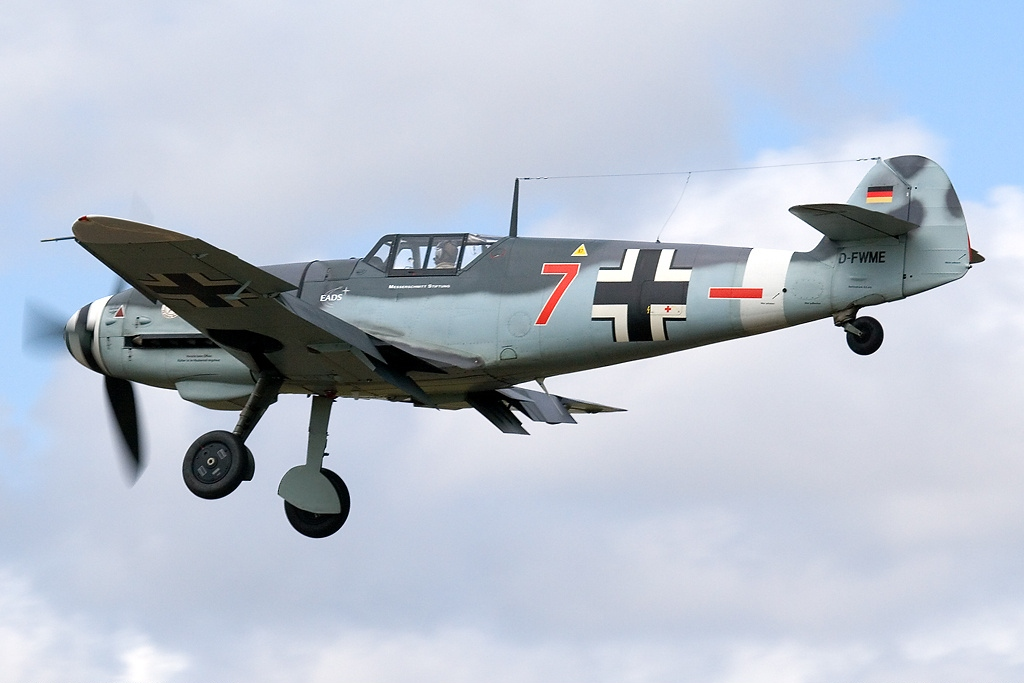
Bf 109 G-4 im Flug

- Bf 109 G-4 im FlugMe 163 (segelflugfähiger Nachbau ohne Raketenantrieb)
- Me 262 (flugfähiger Nachbau mit General-Electric-Triebwerken)
- HA 200
- HA 300 (Prototyp, zuvor ausgestellt in der Flugwerft Schleißheim)

Zugleich sind auch Exponate aus Messerschmitts Bamberger Zeit, als er Fertighäuser, Nähmaschinen, Bügeleisen und den Messerschmitt Kabinenroller herstellen ließ, zu sehen. Es ist das Ziel des Museums, die Fluggeräte in flugfähigem Zustand zu präsentieren und zu erhalten.
Die Bf 109 D-FMBB, die einst den Grundstock des Museums bildete, wurde im Jahr 2020 an das Museum Hangar 10 auf Usedom verkauft.